# 국상
국상(國相)은 고구려의 재상직으로, 166년 신대왕 때에 좌보(左輔)와 우보(右補)를 통합함으로써 신설되었다.

## 개요
166년 신대왕은 좌보(左輔)와 우보(右補)를 통합하고, 국상이란 관직을 새로 두었는데, 명림답부(明臨答夫)가 처음으로 이 자리에 임명되었다. 
국상은 제가회의의 의장으로, 왕의 옹립과 폐위 문제, 대외적인 군사 문제, 국가 전체에 관계되는 범죄의 처리 문제, 국사를 맡을 인물의 선정 등 중요한 국사를 심의, 의논하는 기능을 맡았기 때문에, 왕권을 강화하는 동시에 제가회의의 의장으로써 왕권을 견제하는 역할도 맡았다.
그러나 미천왕 때를 고비로 하여 왕권이 강화되고, 제가들이 중앙 귀족으로 정착되어 가자, 정치 권력의 구심점이 전제 왕권하의 관료 체제로 옮겨졌고,
그 영향으로 국상이라는 벼슬의 지위와 성격도 변하여, 나중에 대대로(大對盧)가 국상제의 개편으로 생겨나게 되었다.

## 역대 국상
※《삼국사기 三國史記》에서 밝혀진 국상들의 목록만을 적었다. 따라서 창조리 이후의 국상 계보는 알 수 없다.
1. 명림답부(明臨答夫, 재임기간:166년 ~ 179년)
2. 을파소(乙巴素, 재임기간:191년 ~ 203년)
3. 고우루(高優婁, 재임기간:203년 ~ 230년)
4. 명림어수(明林於漱, 재임기간:230년 ~ 254년)
5. 음우(陰友, 재임기간:254년 ~ 271년)
6. 상루(尙婁, 재임기간:271년 ~ 294년)
7. 창조리(倉租利, 재임기간:294년 ~ ?)